# Ofiocistoïdeus
Els ofiocistoïdeus (Ophiocistoidea, gr. ophis, "serp" i kystos, "caixa") són una classe d'equinoderms del subembrancament Echinozoa coneguts només pels seus fòssils.

## Característiques
Els ofiocistoïdeus tenien un cos aplanat en forma de cúpula format per una testa més o menys sòlida que consistia en plaques calcàries entrellaçades (com els eriçons de mar). Com tots els equinoderms moderns, el cos s'estructura segons la simetria pentaradiada (simetria central d'ordre 5), sense cap diferenciat. La boca estava situada a l'àpex de la cúpula i envoltada per un conjunt de cinc mandíbules amb dents molt dures (anomenades goniodonts, prop de la llanterna d'Aristòtil dels eriçons de mar), que sovint són els únics elements que es troben en el registre fòssil. Aquests animals aparentment no tenien anus, però tenien una madreporita a la superfície superior, envoltada pel que semblen porus genitals per a l'alliberament dels gàmetes.
Cinc ambulacres irradiaven a la superfície superior de la testa des de la boca, però s'aturen davant la part inferior, aplanada. Cada un acaba amb diversos braços grans al marge de la cúpula, que clarament permetia la reptació, anomenats podis, però són molt més grans i robustos que aquests mateixos òrgans en els equinoderms moderns, formant braços llargs (comparables als de les ofiures), coberts amb petites plaques òssies, que permetien la seva fossilització.

## Taxonomia
Els ofiocistoïdeus inclouen sis famílies:
- Família Volchoviidae Hecker, 1938 †
- Família Eucladidae Gregory, 1896 †
- Família Sollasinidae Fedotov, 1926 †
- Família Rhenosquamidae Richter, 1930 †
- Família Rotasacciidae Haude & Langenstrassen, 1976 †
- Família Linguaserridae Reich & Haude 2004 †